# Alaena
Alaena är ett släkte av fjärilar. Alaena ingår i familjen juvelvingar.

## Dottertaxa tillAlaena, i alfabetisk ordning[1]
- Alaena amazoula
- Alaena aurantiaca
- Alaena bicolora
- Alaena brainei
- Alaena caissa
- Alaena congoana
- Alaena connectens
- Alaena ferrulineata
- Alaena hauttecoeuri
- Alaena interposita
- Alaena interrupta
- Alaena johanna
- Alaena kagera
- Alaena kiellandi
- Alaena lamborni
- Alaena maculata
- Alaena madibirensis
- Alaena major
- Alaena margaritacea
- Alaena marmorata
- Alaena mulsa
- Alaena ngonga
- Alaena nyasana
- Alaena nyassae
- Alaena oberthuri
- Alaena ochracea
- Alaena ochrea
- Alaena ochroma
- Alaena orphnina
- Alaena picata
- Alaena reticulata
- Alaena rogersi
- Alaena rollei
- Alaena savoa
- Alaena subrubra
- Alaena tsavoa
- Alaena unimaculosa